# رزماری پوپا
رزماری پوپا (انگلیسی: Rosemary Popa؛ زادهٔ ۳۰ دسامبر ۱۹۹۱) قایقران روئینگ اهل استرالیا است.
وی در مسابقات کشوری و بین‌المللی در مجموع برندهٔ ۱ مدال طلا، ۱ مدال نقره، ۱ مدال برنز شده‌است.